# سییچی سایتو
سییچی سایتو (انگلیسی: Seiichi Saito؛ زادهٔ ۲۲ ژوئیهٔ ۱۹۷۶) بازیکن فوتبال اهل ژاپن است.